# Charlotte Ross
Charlotte Ross, född 21 januari 1968 i Winnetka, Illinois, USA, är en amerikansk skådespelare. 
Hon är känd från bland annat tv-serierna Höjdarna, Våra bästa år och På spaning i New York.

## Filmografi
- 1987–1991 – Våra bästa år (TV-serie) (460 avsnitt)
- 1992 – Härlige Harry (TV-serie) (1 avsnitt)
- 1992 – Höjdarna (TV-serie) (13 avsnitt)
- 1992 – Våra värsta år (TV-serie) (1 avsnitt)
- 1994 – Love and a .45
- 1996 – Cityakuten (TV-serie) (1 avsnitt)
- 1998 – Fyra kvinnor (TV-serie) (4 avsnitt)
- 1998 – På spaning i New York (TV-serie) (gästroll, 2 avsnitt)
- 2001 – Frasier (TV-serie) (1 avsnitt)
- 2001–2004 – På spaning i New York (TV-serie) (huvudroll, 70 avsnitt)
- 2007 – Farliga vidder (TV-film)
- 2007 – I lagens namn (TV-serie) (1 avsnitt)
- 2009 – CSI: Crime Scene Investigation (TV-serie) (1 avsnitt)
- 2009–2012 – Glee (TV-serie) (TV-serie) (4 avsnitt)
- 2014–2017 – Arrow (TV-serie) (TV-serie) (12 avsnitt)
- 2014 – Nashville (TV-serie) (1 avsnitt)